# Gottlob Kamm
Gottlob Kamm (* 21. Oktober 1897 in Schorndorf; † 21. November 1973 ebenda) war ein deutscher Politiker (SPD).
Von April 1946 bis Februar 1948 war er als Staatsminister für politische Befreiung für die Entnazifizierung im amerikanisch besetzten Württemberg-Baden verantwortlich. In den Jahren 1945 bis 1948 war Kamm Bürgermeister und von 1954 bis 1971 Stadtrat seiner Heimatstadt Schorndorf. In den Jahren 1947 bis 1973 war er zudem Kreistagsabgeordneter.

## Biografie

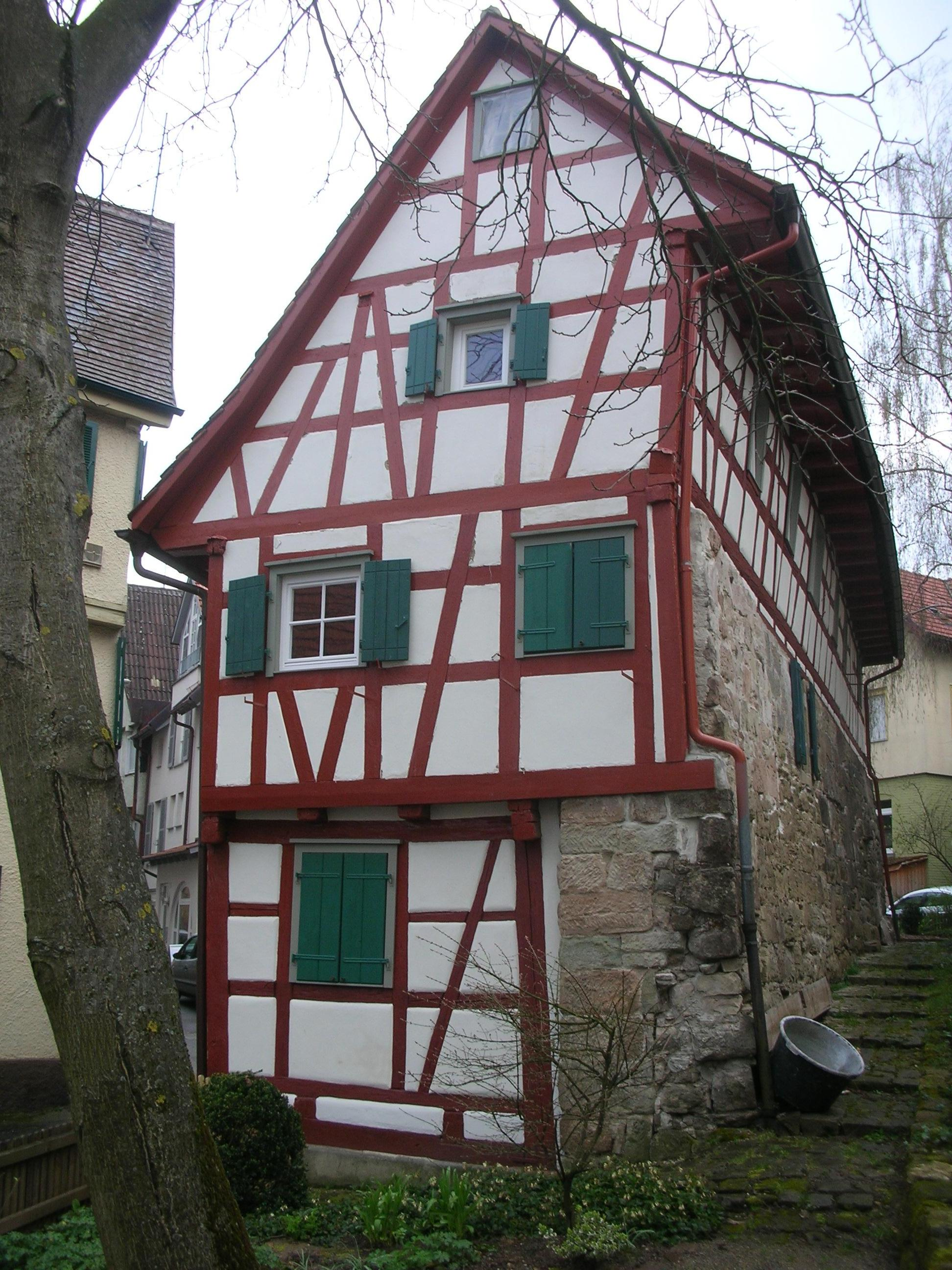
Das asymmetrische Haus auf der Mauer in Schorndorf ist das Geburtshaus von Gottlob Kamm

### Vor 1933: Jugend und Beginn der politischen Laufbahn
Am 21. Oktober 1897 wurde Kamm als jüngstes von zwölf Kindern des Metzgers Wilhelm Kamm und seiner Frau Marie geboren. Die Mutter war politisch interessiert, erarbeitete sich die Werke von Kant bis Marx im Eigenstudium und wurde so zu einer Anhängerin der Arbeiterbewegung. Die Familie lebte in einem von den Großeltern geerbten Haus an der Schorndorfer Stadtmauer. Nach dem Besuch der Volksschule in Schorndorf absolvierte Kamm eine Lehre als Feinmechaniker in Stuttgart, die er im Jahr 1914 mit Gesellenprüfung abschloss. Im Jahr 1913 schloss sich Kamm der Sozialistischen Arbeiter-Jugend (SAJ) an. Nachdem er sich bei der Württembergischen Armee zum Kriegsdienst gemeldet hatte, wurde er am 1. August 1916 als Maschinengewehr-Scharfschütze zur Infanterie eingezogen. Er schoss an der Westfront drei gegnerische Flugzeuge ab und erhielt zahlreiche Auszeichnungen, darunter das Eiserne Kreuz Erster Klasse. Am 29. Juli 1917 wurde er durch eine Granate am rechten Knöchel verletzt, der folgende Wundbrand erforderte eine Amputation bis zum mittigen Oberschenkel: Kamm verlor sein rechtes Bein.
Nach dem Ersten Weltkrieg arbeitete Kamm zunächst als Mechaniker. Im Oktober 1918 wurde er nach vorheriger Ausbildung in der Kriegsbeschädigtenschule Leiter der Bezirksorganisation des Reichsbundes der Kriegsbeschädigten. Anschließend wurde er Fachbeamter im württembergischen Arbeitsministerium. Ende des Jahres 1924 machte er sich mit einem Kiosk am Bahnhof von Schorndorf selbstständig. Nebenberuflich war er als Lokalredakteur der sozialdemokratischen Freien Volkszeitung in Göppingen tätig.
Im September 1922 trat Kamm der Sozialdemokratischen Partei Deutschlands (SPD) bei, nachdem er zuvor Mitglied der Unabhängigen Sozialdemokratischen Partei Deutschlands gewesen war. 1925 begann schließlich seine politische Laufbahn. Im Dezember 1925 wurde er in den Schorndorfer Gemeinderat gewählt, wo er bis zur Machtergreifung Hitlers 1933 die Kommunalpolitik mitgestaltete.

### Zeit des Nationalsozialismus
Kamms politische Aktivitäten brachten ihn während der Zeit des Nationalsozialismus im Frühjahr 1934 für knapp vier Monate ins KZ Oberer Kuhberg. Nach der Entlassung aus dem Konzentrationslager fand er erst im Januar 1935 einen neuen Arbeitsplatz. Die Zeit bis zum Ende der Herrschaft der Nationalsozialisten im April 1945 war für Gottlob Kamm eine sehr schwierige und bittere Zeit, so wurden seine bislang veröffentlichten Bücher öffentlich verbrannt und er mehrmals von der Gestapo vernommen.

### Nach 1945: Landesminister und Kommunalpolitiker
Im Juni 1945 wurde Kamm zum Bürgermeister von Schorndorf ernannt, im September des Jahres zeichnet er für die Wiedergründung des SPD-Ortsvereins Schorndorf verantwortlich. Im März 1946 wurde er Staatssekretär bei der Landesregierung von Württemberg-Baden in Stuttgart für Sonderaufgaben in Nordwürttemberg-Nordbaden und im August 1946 Minister für politische Befreiung. Im Juni 1946 wurde er für die SPD in die Verfassunggebende Landesversammlung Württemberg-Baden gewählt, im November 1946 erfolgte seine Wahl über den Wahlkreis 26 (Waiblingen) in den Landtag von Württemberg-Baden.
Seine Erfahrungen in der Zeit des Nationalsozialismus beeinflussten sein Handeln als Minister maßgeblich. Dabei stand er nicht selten im Zwiespalt zwischen der schonungslosen Umsetzung der Entnazifizierung und dem Wiederaufbau des Landes. Mit den sogenannten Spruchkammerverfahren – die unzureichend ausgestattet waren und für die Kamm nur schwer geeignete Mitarbeiter fand – wollten die Besatzungsmächte die Militaristen und ehemaligen Nationalsozialisten aus allen staatlichen, politischen und wirtschaftlichen Stellungen entfernen. Doch die Einteilung der Betroffenen in Kategorien wie „Hauptschuldige“, „Belastete“ oder „Mitläufer“ erwies sich oft als problematisch, denn individuelle Schuld und Kollektivschuld ließen sich häufig nur unzureichend trennen oder bewerten. Die verbreiteten Persilscheine erschwerten die Verfahren zusätzlich.
Im Februar 1948 trat er von seinem Amt als Landesminister zurück und widmete sich vor allem der Kommunalpolitik. Bis 1950 war er noch Landtagsabgeordneter in Württemberg-Baden. Im Jahr 1954 wurde Kamm Stadtrat von Schorndorf und blieb dies bis zu seinem Rücktritt im Jahr 1971. Er machte sich jedoch nicht nur um Schorndorf verdient, sondern wirkte in den Jahren 1947 bis 1973 auch als Kreistagsabgeordneter. In beiden Gremien setzte er sich vor allem für soziale Belange ein, insbesondere für Jugendliche. Kamm sorgte zudem dafür, dass Hunderte deutsche Wissenschaftler wieder eine Arbeitserlaubnis bekamen.
Im Alter von 76 Jahren verstarb Kamm in seiner Heimatstadt. Er galt aufgrund seines Einsatzes für soziale Bedürfnisse nicht nur in Schorndorf als „Anwalt der kleinen Leute“. Die Presse bezeichnete ihn als „eine der wohl am meisten umstrittenen Figuren der baden-württembergischen Nachkriegsgeschichte“ sowie „zähen Politiker“.

## Familie
Kamm war seit 1925 mit Rosa Kamm verheiratet, die wie ihr Mann Mitglied der SPD und der Verfassunggebenden Landesversammlung Württemberg-Baden war. Zudem war sie Ortsvereinsvorsitzende der SPD und Arbeiterwohlfahrt (AWO), betrieb kommunalpolitische Frauenarbeit und wurde im Jahr 1970 mit dem Bundesverdienstkreuz 1. Klasse geehrt. Das Ehepaar hatte vier Kinder, zwei Söhne und zwei Töchter. Der älteste Sohn, Bertold Kamm, brachte seine Erinnerungen in das Buch Der Befreiungsminister (siehe Literatur) ein.

Ehrentafel am Geburtshaus von Gottlob Kamm in Schorndorf

## Ehrungen
- 1953: Großes Verdienstkreuz der Bundesrepublik Deutschland
- 1967: Ehrenbürgerschaft und Goldene Verdienstmedaille der Stadt Schorndorf[3]
- 2007: Anbringung einer Ehrentafel an Kamms Geburtshaus in Schorndorf[6]
- Gottlob-Kamm-Platz in Schorndorf
- Gottlob-Kamm-Straße in Neckargemünd